# لومانا لوالوا
لومانا تريسور لوالوا (بالفرنسية: Lomana LuaLua)‏، من مواليد 28 ديسمبر 1980 في كينشاسا في الكونغو الديمقراطية، لاعب كرة قدم من الكونغو الديمقراطية.
بدأ مسيرته الكروية مع نادي كولشيستر يونايتد الإنجليزي في عام 1998، ولعب معهم حتى عام 2000، وشارك معهم في 61 مباراة وسجل 15 هدف، وفي عام 2000 انتقل إلى نادي نيوكاسل يونايتد الإنجليزي، ولعب معهم حتى عام 2004، وشارك معهم في 59 مباراة وسجل 5 أهداف، ومنذ عام 2004 وهو يلعب مع نادي بورتسموث الإنجليزي.
و هو يلعب مع منتخب الكونغو الديمقراطية لكرة القدم.ويلعب الآن لنادى أولمبياكوس اليوناني.

## روابط خارجية
- لومانا لوالوا على موقع اتحاد تركيا (لاعب) (الإنجليزية)
- لومانا لوالوا على موقع قاعدة بيانات كرة القدم.إي يو (الإنجليزية)
- لومانا لوالوا على موقع ناشيونال فوتبول تيمز (الإنجليزية)
- لومانا لوالوا على موقع Soccerbase.com (لاعب) (الإنجليزية)
- لومانا لوالوا على موقع Soccerway.com (الإنجليزية)
- لومانا لوالوا على موقع عالم كرة القدم.نت (الإنجليزية)
- لومانا لوالوا على موقع كووورة